# Condado de Ofalia
El condado de Ofalia es un título nobiliario español creado el 7 de julio de 1776, con el vizcondado previo de "Geashill", por el rey Carlos III a favor de Bernardo O'Connor Phaly, teniente general de los Reales Ejércitos.

## Condes de Ofalia
|                         | Titular                                                         | Periodo                 |
| Creación por Carlos III | Creación por Carlos III                                         | Creación por Carlos III |
| ----------------------- | --------------------------------------------------------------- | ----------------------- |
| I                       | Bernardo O'Connor-Phaly                                         | 1776-1780               |
| II                      | Isabel O'Brien y O'Connor-Phaly                                 | 1780-1807               |
| III                     | Félix María de Salabert y O'Brien                               | 1807-1807               |
| IV                      | María de los Dolores de Salabert y Torres                       | 1807-1831               |
| V                       | Manuel de Salabert y Torres                                     | 1831-1834               |
| VI                      | Narciso de Salabert y Pinedo                                    | 1834-1884               |
| VII                     | Casilda Remigia de Salabert y Arteaga                           | 1884-1936               |
| VIII                    | Luis Jesús Fernández de Córdoba y Salabert                      | 1952-1956               |
| IX                      | Victoria Eugenia Fernández de Córdoba y Fernández de Henestrosa | 1958-1961               |
| X                       | Ana Luisa de Medina y Fernández de Córdoba                      | 1962-2012               |
| XI                      | Victoria Elisabeth de Hohenlohe-Langenburg y Schmidt-Polex      | 2016-actual titular     |

## Historia de los condes de Ofalia
- Bernardo O'Connor-Phaly (Estrasburgo, 5 de marzo de 1696-Madrid, 29 de marzo de 1780), I conde de Ofalia, caballero de la Orden de Santiago y consejero de Guerra.[2]  Soltero, testó a favor de su sobrina,[2] hija de su hermana Aleja O'Connor-Phaly (1698-1738):[a]

- Isabel O'Brien y O'Connor-Phaly (m. 10 de enero de 1807), II condesa de Ofalia.[3]

Casó, en 1739, con Félix de Salabert y Rodríguez de los Ríos (n. Madrid, 1 de marzo de 1716), IV marqués de la Torrecilla, V de Valdeolmos y caballero de la Orden de Santiago en 1742, hijo de Manuel Félix de Salabert y Aguerri, III marqués de Torrecilla (1689-1762) y Eugenia María Rodríguez de los Ríos, hija del I marqués de Santiago, Francisco Rodríguez de los Ríos. Le sucedió su hijo:
- Félix María de Salabert y O'Brien (1749-10 de enero de 1807), III conde de Ofalia,[6] V marqués de la Torrecilla[4] y VI marqués de Valdeolmos.[6]

Casó el 25 de agosto de 1774 con Rosa de Torres Feloaga Ponce de León y Vargas, hija de Francisco Javier de Torres y de Ana Feloaga y López de Zárate —hija, a su vez, de Juan Félix de Feloaga Ponce de León y Vargas, IV marqués de Navahermosa, y de Rosalía López de Zárate y Vargas. Le sucedió su hija:
- María de los Dolores de Salabert y Torres (m. 1831[7]), IV condesa de Ofalia por cesión paterna.[6]

Casó en marzo de 1823, en París, siendo la segunda esposa, con Narciso Heredia y Begines de los Ríos. Le sucedió:
- Manuel Salabert de Torres (Madrid, 18 de diciembre de 1779-Madrid, 1834), V conde de Ofalia,[8] VI marqués de la Torrecilla, grande de España, VII marqués de Valdeolmos, VII marqués de Navahermosa y VII vizconde de Linares.

Casó el 14 de septiembre de 1829, en Irún, con María Casilda de Pinedo Huici.  Sucedió su hijo:
- Narciso de Salabert y Pinedo (París, 11 de julio de 1830-5 de noviembre de 1885), VI conde de Ofalia,[9]  IX duque de Ciudad Real, VII marqués de la Torrecilla,[6] VIII marqués de Valdeolmos,[10] VIII marqués de Navahermosa,[6] VIII marqués de la Torre de Esteban Hambrán,[6] X conde de Aramayona,[6] caballero de la Orden de Calatrava, maestrante de Sevilla y de Valencia, gentilhombre de cámara de Isabel II y de Alfonso XII[11] y senador vitalicio por la provincia de Ávila (1867-1868) y por derecho propio (1877-1885).[12]

Casó el 26 de noviembre de 1857, siendo su primer marido, con María Josefa de Arteaga y Silva, hija de Andrés Avelino de Arteaga y Lazcano Palafox, VII marqués de Valmediano. Le sucedió en 1884, su hija:
- Casilda Remigia de Salabert y Arteaga (Madrid, 1 de octubre de 1858-Bayona, 19 de diciembre de 1936),[14] VII condesa de Ofalia,[15] XI duquesa de Ciudad Real,[16] IX marquesa de Torrecilla,[16]  X marquesa de Navahermoso,[16] XII condesa de Aramayona y VIII vizcondesa de Linares,[16]

Casó en primeras nupcias el 23 de noviembre de 1878 con Luis María Fernández de Córdoba y Pérez de Barradas (Madrid, 20 de marzo de 1851-Navas del Marqués, 14 de mayo de 1879), XVI duque de Medinaceli, etc. Después de enviudar, contrajo un segundo matrimonio con Mariano Fernández de Henestrosa y Mioño, I duque de Santo Mauro. Le sucedió en 1952, de su primer matrimonio, su hijo:
- Luis Jesús Fernández de Córdoba y Salabert (Madrid, 16 de enero de 1880–13 de julio de 1956), VIII conde de Ofalia,[17] XVII duque de Medinaceli,[14] XVIII duque de Cardona, XVII duque de Segorbe, XVI marqués de Priego, XVIII marqués de Denia, XVI marqués de Comares, XV duque de Alcalá de los Gazules, XVII duque de Feria, XI duque de Camiña, VII duque de Santisteban del Puerto, XIII marqués de Aytona, XVI conde de Santa Gadea, XVIII marqués de Tarifa, XIII marqués de Alcalá de la Alameda, XIV marqués de Montalbán, XVIII marqués de Pallars, XII marqués de Solera, II marqués de Malagón, XVI marqués de las Navas, XXI conde de Ampurias, conde de Valenza y Valadares, XXIII conde de Buendía, XVIII conde de los Molares, XXIV conde de Prades, XXI conde de Osona, XII conde de Villalonso, XVIII conde de Castellar, XVIII conde del Risco, XI conde de Cocentaina, XV marqués de Cogolludo, XIV marqués de Villafranca, XIV marqués de Villalba, X marqués de Torrecilla, XI marqués de Navahermosa, XIII conde de Aramayona, IIII duque de Denia, III duque de Tarifa, gentilhombre de cámara con ejercicio y servidumbre,[18] caballero del Toisón de Oro y senador.[14]

Casó el 5 de junio de 1911 con Ana María Fernández de Henestrosa y Gayoso de los Cobos (m. 1938), hija de Ignacio Fernández de Henestrosa y Ortiz de Mioño, VIII conde de Moriana del Río, y de Francisca de Borja Gayoso de los Cobos. Contrajo un segundo matrimonio el 22 de diciembre de 1939 con Concepción Rey de Pablo Blanco (m. 1971). Le sucedió en 1958, de su primer matrimonio, su hija:
- Victoria Eugenia Fernández de Córdoba y Fernández de Henestrosa (Madrid, 1917-2013), IX condesa de Ofalia,[19] XVIII duquesa de Medinaceli,[14] XVI marquesa de Cogolludo, XVI duquesa de Alcalá de los Gazules, XVIII duquesa de Segorbe, XVII marquesa de Priego, XVIII duquesa de Feria, XIV duquesa de Camiña, VIII duquesa de Santiesteban del Puerto, IV duquesa de Denia, IV duquesa de Tarifa, XXIII duquesa de Ciudad Real, XIV marquesa de Aytona, XI marquesa de Torrecilla, XVII condesa de Santa Gadea, XIX marquesa de Denia, XVII marquesa de Comares, XIX marquesa de Tarifa, XIV marquesa de Alcalá de la Alameda, etc.[10]

Casó en Sevilla el 12 de octubre de 1938 con Rafael de Medina y Vilallonga, hijo de Luis de Medina Garvey y de Amelia Vilallonga Ybarra, nieto de los III marqueses de Esquivel. Le sucedió en 1962, por cesión de 1961 su hija:
- Ana Luisa de Medina y Fernández de Córdoba (Sevilla, 2 de mayo de 1940-7 de marzo de 2012), X condesa de Ofalia,[10] y XIII marquesa de Navahermosa.[10][20]

Casó en primeras nupcias el 3 de junio de 1961 con el príncipe Maximiliano de Hohenlohe-Langenburg, de quien se divorció en 1982.  Contrajo un segundo matrimonio en 1983 con Jaime de Urzaiz y Fernández del Castillo.  Sucedió en 2016 su nieta, hija de su hijo del primer matrimonio, Marco de Hohenlohe-Langenburg y Medina, XIX duque de Medinaceli, y de su esposa Sandra Schmidt-Polex, hija de Hans Carl Schmidt-Polex y de Karin Goepfe:
- Victoria de Hohenlohe-Langenburg y Schmidt-Polex (n. Málaga, 9 de marzo de 1999), XI condesa de Ofalia,[21] XX duquesa de Medinaceli,[21] V condesa de San Martín de Hoyos, XV marquesa de Cilleruelo, X marquesa de San Miguel das Penas y la Mota, XVII duquesa de Alcalá de los Gazules, XVIII marquesa de Priego, duquesa de Camiña, V duquesa de Denia, V duquesa de Tarifa, XV marquesa de Aytona, XVIII marquesa de Camarasa, XII marquesa de Torrecilla, XVIII condesa de Santa Gadea, XV marquesa de Alcalá de la Alameda, XVIII marquesa de Comares, XX marquesa de Denia, XIV marquesa de Malagón, XVI marquesa de Montalbán, XVIII marquesa de las Navas, XX marquesa de Pallars, XII marquesa de Tarifa, XIX condesa de Alcoutin, XVI condesa de Amarante, XXII condesa de Castrojeriz, XXIII condesa de Osona, XXVI condesa de Prades, XX condesa del Risco, XV condesa de Aramayona, XXV condesa de Buendía, XXI condesa de Cocentaina, XX condesa de los Molares, XX condesa de Medellín, XX condesa de Moriana del Río, XIV condesa de Villalonso, XX condesa de Castellar, XX marquesa de Villa Real, XVI marquesa de Villafranca, XLVII vizcondesa de Bas, etc.[21]